# Liste des aéroports en Sierra Leone

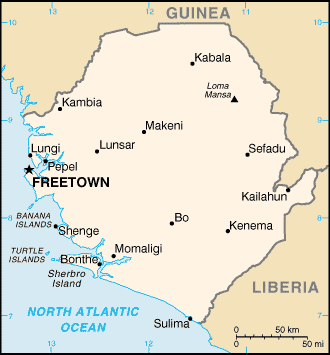
Carte de la Sierra Leone.

Voici une liste des aéroports en Sierra Leone, triés par lieu.
La Sierra Leone, officiellement la république de Sierra Leone, est un pays d'Afrique de l'Ouest.
Le principal aéroport international du pays est l'aéroport international de Lungi. Tous les services commerciaux internationaux réguliers en Sierra Leone arrivent à Lungi.

## Aéroports
Les noms indiqués en gras indiquent que l'aéroport possède un service passagers régulier assuré par des compagnies aériennes commerciales.
| Lieu            | OACI | AITA | Nom                                    |
| --------------- | ---- | ---- | -------------------------------------- |
| Bo              | GFBO | KBS  | Aéroport de Bo (en)                    |
| Sherbro, Bonthe | GFBN | BTE  | Aéroport international de Sherbro (en) |
| Freetown        | GFHA | HGS  | Aéroport de Hastings (en)              |
| Freetown        | GFLL | FNA  | Aéroport international de Lungi        |
| Gbangbatoke     | GFGK | GBK  | Aéroport de Gbangbatoke (en)           |
| Kabala          | GFKB | KBA  | Aéroport de Kabala (en)                |
| Kenema          | GFKE | KEN  | Aéroport de Kenema (en)                |
| Yengema         | GFYE | WYE  | Aéroport de Yengema (en)               |